# 卡马戈
卡马戈是巴西南大河州的一个市镇。总面积138.069平方公里，总人口2471人，人口密度17.9人/平方公里。